# Gustaaf Adolf Frederik Molengraaff

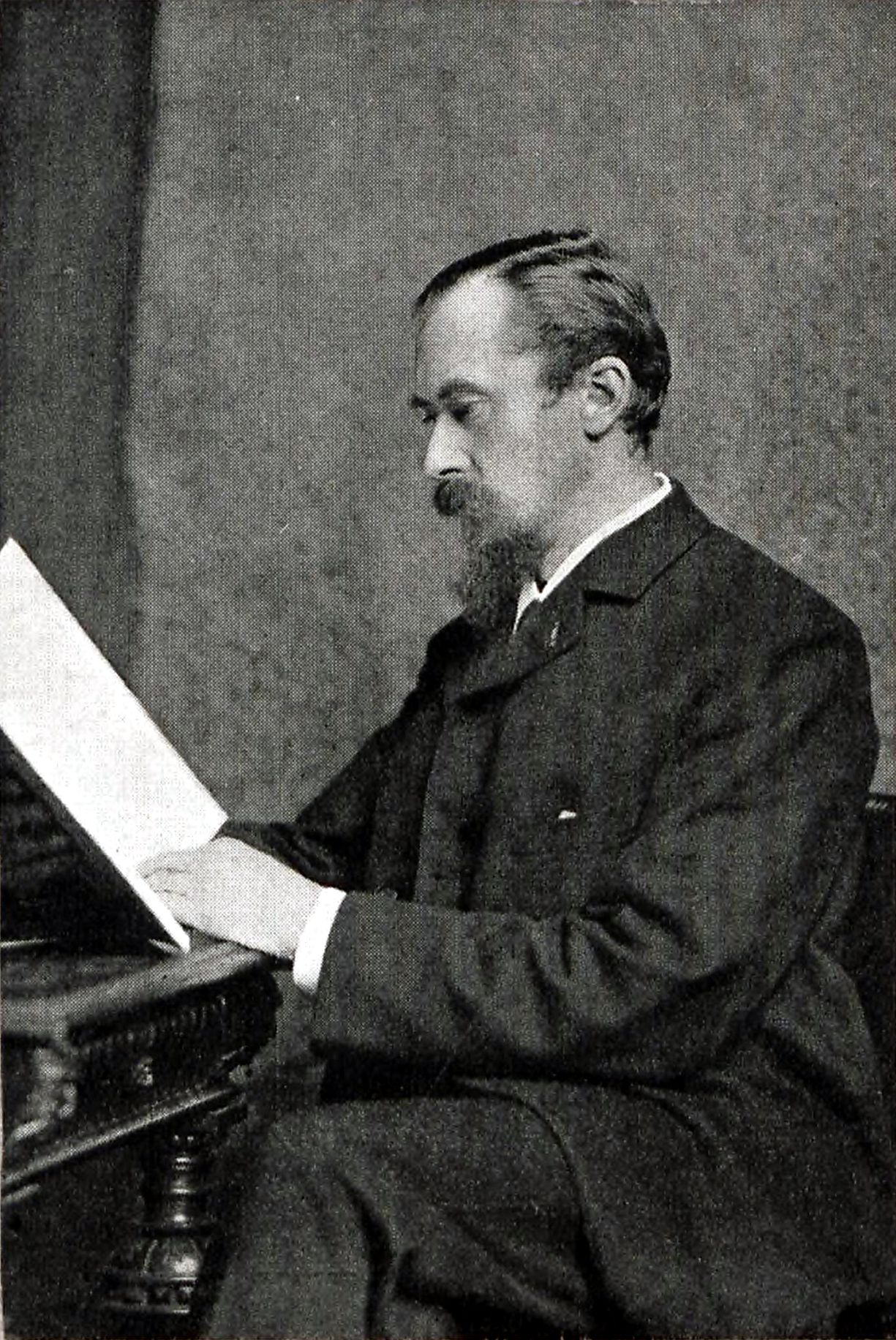
Prof. dr. G.A.F. Molengraaff, 1907

Gustaaf Molengraaff
(Photo Franz Ziegler)

Gustaaf Adolf Frederik Molengraaff (* 27. Februar 1860 in Nijmegen; † 26. März 1942 in Wassenaar) war ein niederländischer Geologe, der sich mit der Geologie Südafrikas befasste und ein zu seiner Zeit führender Experte für die Geologie Indonesiens war.

## Leben
Molengraaff studierte Mathematik und Physik an der Universität Leiden und ab 1882 Geologie an der Universität Utrecht. Noch als Student schloss er sich der Expedition von W. F. R. Suringar und K. Martin in die Niederländischen Antillen an und promovierte über die Geologie von Sint Eustatius. Danach setzte er sein Studium in München fort, von wo er auch die Alpen erkundete. Ab 1888 forschte er an der Universität Amsterdam, wo er als Erster hauptamtlich Geologie lehrte – davor hielt der Chemiker Jacobus Henricus van ’t Hoff nebenbei Geologievorlesungen ab. 1891 studierte er Goldvorkommen in Südafrika und 1894 erkundete er Borneo.
Ab 1897 war er Staatsgeologe im Transvaal in Südafrika und kartierte dort im Karoo-System des Perm. Er entdeckte dort den Bushveld-Komplex. Während des Zweiten Burenkriegs musste er 1900 wieder zurück in die Niederlande und nutzte die Zeit für eine Expedition nach Celebes. 1901 war er wieder in Südafrika als beratender Geologe, wo er unter anderem den Cullinan-Diamant beschrieb.
1906 wurde er Professor an der TH Delft, wo er im Gegensatz zu Amsterdam angemessenere Arbeitsbedingungen in Hinblick auf die Zahl der Studenten und Forschungsgelder vorfand. Molengraaff unternahm von 1910 bis 1911 eine Expedition nach Timor, die er danach mit seinen Studenten in Delft viele Jahre auswertete. Mit W. A. J. M. van Waterschoot van der Gracht (1873–1943) befasste er sich auch mit der Geologie der Niederlande.
Seit 1906 war er Mitglied der Königlich Niederländischen Akademie der Wissenschaften. 1910 wurde er zum Stellvertretenden Vorsitzenden der neugegründeten Geologischen Vereinigung gewählt. 1921 wurde er in die American Academy of Arts and Sciences gewählt, 1925 in die Deutsche Akademie der Naturforscher Leopoldina. Die Königliche Akademie von Belgien nahm ihn 1931 als assoziiertes Mitglied auf. 1927 war er einer der Führer in der Shaler Memorial Expedition der Harvard University in Südafrika, wo er auch Alexander Du Toit traf.
Molengraaf unterstützte früh die Kontinentalverschiebungshypothese von Alfred Wegener, die er für eine gute Erklärung für verschiedene geologische Aspekte in Südafrika und Indonesien hielt. Unter anderem zur Erklärung des Dwyka-Konglomerats (im unteren Karoo System in Transvaal) als eiszeitliche Moränenbildung des Perm. Insbesondere fand er aber in der Geologie Indonesiens, sowohl an Land wie auch submarin, Hinweise auf Kontinentaldrift und bekannte sich dazu auch 1916 in einer Veröffentlichung. 1920 vertrat er diese Thesen in einem Vortrag vor der Royal Geographical Society in London. Molengraaf tauschte sich darüber auch mit südafrikanischen Geologen wie Alexander du Toit und den auch in Südafrika forschenden US-Amerikanern Frederick E. Wright (1867–1953) und Reginald A. Daly (1871–1957) aus.
Zu seinen Schülern zählt Hendrik Albertus Brouwer.